# Petyr Dimitrow (ur. 1973)
Petyr Weliczkow Dimitrow (bułg. Петър Величков Димитров; ur. 7 lipca 1973 w Plewenie) – bułgarski inżynier i urzędnik państwowy, w latach 2024–2025 minister ochrony środowiska i zasobów wodnych.

## Życiorys
Z zawodu inżynier budownictwa, uzyskał magisterium z budownictwa ze specjalizacją w zakresie hydromelioracji. Został doktorantem na Uniwersytecie Architektury, Budownictwa i Geodezji w Sofii (UASG). Zawodowo związany z instytucją publiczną Basejnowa direkcija „Dunawski rajon”, dyrekcją do spraw gospodarki wodnej odpowiadającej za rejon Dunaju. Zajmował stanowiska eksperckie i kierownicze, przez pięć lat był dyrektorem tej dyrekcji. Od maja 2021 do lutego 2022 pełnił funkcję wiceministra ochrony środowiska i zasobów wodnych. Ponownie powołany na to stanowisko w sierpniu 2022, zajmował je do czerwca 2023. Powrócił na ten urząd jeszcze w tym samym miesiącu. W kwietniu 2024 stanął na czele ministerstwa ochrony środowiska i zasobów wodnych, wchodząc w skład technicznego rządu Dimityra Gławczewa. Pozostał na tym stanowisku również w utworzonym w sierpniu 2024 drugim gabinecie dotychczasowego premiera, kończąc urzędowanie w styczniu 2025.